# آرتور اس لودج
آرتور اس لودج (انگلیسی: Arthur S. Lodge؛ زاده ۲۰ نوامبر ۱۹۲۲ درگذشته ۲۴ ژوئن ۲۰۰۵) یک فیزیک‌دان اهل انگلستان بود.